# Fannie Bloomfield-Zeisler
Fannie Bloomfield-Zeisler (ur. 16 lipca 1863 w Bielsku, zm. 20 sierpnia 1927 w Chicago) – amerykańska pianistka pochodzenia żydowskiego.

## Biografia
Urodziła się w Bielsku na Śląsku Austriackim (dzisiejsze Bielsko-Biała) jako Franziska Blumenfeld. Córka Salomona i Berthy z domu Jäger. Gdy miała cztery lata jej rodzina wyemigrowała do Stanów Zjednoczonych, osiedlając się w Chicago. Tam zmienili swoje nazwisko na angielsko brzmiące Bloomfield, sama Franziska zaś używała odtąd imienia Fannie.
Już w wieku sześciu lat zainteresowała się grą na fortepianie. Jej pierwszymi nauczycielami byli Carl Wolfsohn (fortepian) i Bernhard Ziehn (fortepian, teoria muzyki, harmonia). W lutym 1875 r., w wieku 11 lat, Bloomfield wystąpiła po raz pierwszy publicznie publicznie. Dwa lata później przebywająca w USA Anna Jesipowa po usłyszeniu jej gry poleciła ją swojemu mistrzowi, Teodorowi Leszetyckiemu. W latach 1878–1883 była jego uczennicą w Wiedniu, po czym powróciła do Chicago, gdzie zaczęła karierę artystyczną.
Pierwszy wielki koncert Bloomfield w Chicago miał miejsce w kwietniu 1884 r. W styczniu następnego roku zadebiutowała z kolei w Nowym Jorku. W 1888 r. ponownie wyjechała do Wiednia, aby kontynuować współpracę z Leszetyckim. Koncertowała w Europie oraz Stanach Zjednoczonych w recitalach i z Chicagowską Orkiestrą Symfoniczną. Rozległy repertuar pianistki obejmował dzieła Chopina, Griega, Mendelssohna, Moszkowskiego, Regera, Rubinsteina, Schuberta, Schumanna, Scharwenki, Sibeliusa, Straussa czy Webera. W latach 1905–1915 jej wykonania utrwalono na rolkach pianolowych Welte-Mignon. Ostatni występ Fannie miał miejsce w lutym 1925 r. w Chicago. Zmarła w tym samym mieście dwa lata później.
W 1885 r. Bloomfield poślubiła, również pochodzącego z Bielska, adwokata Sigmunda Zeislera, po którym przyjęła drugie nazwisko. Miała z nim trzech synów: Leonarda, Paula i Ernesta. Była siostrą językoznawcy i indologa Maurice'a Bloomfielda oraz ciotką Leonarda Bloomfielda, również językoznawcy.